# Tripos Matemático
O Tripos Matemático é o curso de matemática ministrado na Faculdade de Matemática da Universidade de Cambridge.

## Origem
Em sua forma clássica do século XIX, o tripos era um exame escrito distinto de alunos de graduação da Universidade de Cambridge. Antes de 1824, o Tripos Matemático era formalmente conhecido como "Exame da Câmara do Senado". De 1780 a 1909, o "Velho Tripos" se destacou por uma série de características, incluindo a publicação de uma ordem de mérito dos candidatos aprovados e a dificuldade dos problemas matemáticos propostos para solução. A título de exemplo, em 1854, o Tripos era composto por 16 artigos distribuídos em oito dias, totalizando 44,5 horas. O número total de questões foi de 211. Foi dividido em duas partes, com a Parte I (os três primeiros dias) cobrindo tópicos mais elementares.
As notas reais dos exames nunca foram publicadas, mas há referências a um exame na década de 1860 em que, de uma nota total possível de 17.000, o Wrangler mais experiente obteve 7.634, o segundo Wrangler 4.123, o Wrangler com a pontuação mais baixa em torno de 1.500 e o candidato com a pontuação mais baixa obtendo honras (a colher de pau) de 237; cerca de 100 candidatos receberam honras. Os cerca de 300 candidatos abaixo desse nível não ganharam honras e eram conhecidos como mesários. As questões para o exame de 1841 podem ser encontradas na Cambridge University Magazine (páginas 191–208).

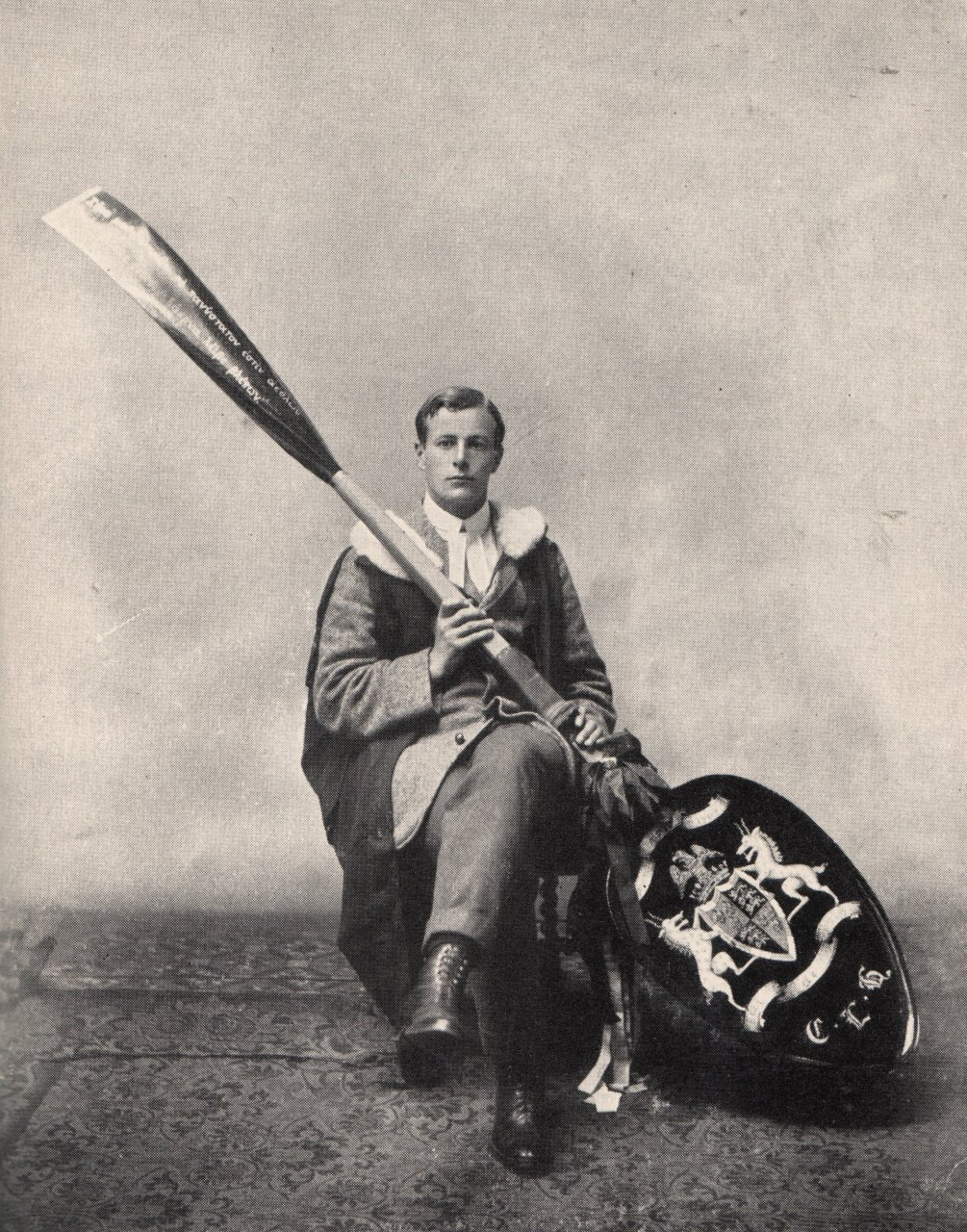
Prêmio Colher de Pau, 1910

### Influência
Segundo o estudo Masters of Theory: Cambridge and the Rise of Mathematical Physics de Andrew Warwick durante este período o estilo de ensino e estudo necessário para a preparação bem-sucedida dos alunos teve uma grande influência:
- sobre o desenvolvimento da 'matemática mista' (um precursor da matemática aplicada posterior, da geometria descritiva e da física matemática, com ênfase no domínio da manipulação algébrica) [7][4]
- sobre educação matemática
- como formação profissional para áreas como a astronomia
- na recepção de novas teorias físicas, particularmente no eletromagnetismo, conforme exposto por James Clerk Maxwell

Como os estudantes de Cambridge faziam muita aprendizagem mecânica, chamada de "trabalho de livro", Augustus De Morgan observou e repetiu por Andrew Warwick :152que os autores dos livros didáticos de Cambridge pularam material conhecido. Consequentemente, "leitores que não eram de Cambridge... acharam os argumentos impossíveis de seguir".
Da década de 1820 à década de 1840, tópicos analíticos como integrais elípticas foram introduzidos no currículo. Sob William Whewell, o escopo do Tripos mudou para "matemática mista", com a inclusão de tópicos da física, como eletricidade, calor e magnetismo. Os alunos teriam que estudar intensamente para resolver problemas de rotina rapidamente.

## O tripos moderno
Desde 2018, o curso Mathematical Tripos compreende três anos de graduação (Partes IA, IB e II) que qualificam um aluno para um diploma de bacharel (BA), e um curso de mestrado opcional de um ano (Parte III) que qualifica um aluno para um grau de Mestre em Matemática (MMath) (com BA) se eles forem um aluno do quarto ano de Cambridge ou um grau de Mestre em Estudos Avançados (MASt) se eles vierem de fora apenas para fazer a Parte III. A avaliação é principalmente por exame escrito no final de cada ano acadêmico, com alguns elementos de trabalho de curso no segundo, terceiro e quarto anos.